# Dương Domic
Trần Đăng Dương   (sinh ngày 31 tháng 8 năm 2000), thường được biết đến với nghệ danh Dương Domic, là một nam ca sĩ kiêm sáng tác nhạc, rapper người Việt Nam. Xuất thân từ giới underground, anh từng có thời gian trở thành thực tập sinh cho công ty giải trí IF Entertainment của Hàn Quốc. Tuy nhiên, cho đến khi tham gia chương trình Anh trai "say hi", anh mới trở nên nổi bật và được nhiều người biết đến qua các ca khúc như "Tràn bộ nhớ", "Mất kết nối" hay "Hào quang".
Sau chương trình Anh trai "say hi", anh đầu quân cho công ty giải trí DAO Entertainment và trở thành thành viên trong nhóm nhạc Mopius cùng với Quang Hùng MasterD, JSOL và HURRYKNG. Anh cũng là chủ nhân của giải thưởng "Gương mặt mới xuất sắc" tại lễ trao giải Làn Sóng Xanh lần thứ 27.

## Cuộc đời và sự nghiệp

### 2000–2025: Thuở niên thiếu và khởi đầu sự nghiệp
Dương Domic sinh ngày 31 tháng 8 năm 2000 tại Hải Dương trong một gia đình có truyền thống làm chính trị. Niềm đam mê âm nhạc của anh đã bắt đầu xuất hiện từ thời đi học thông qua các cuộc thi âm nhạc. Những năm 14–15 tuổi, Dương đã bắt đầu hoạt động nghệ thuật trong giới underground tại Hà Nội; anh cũng đã nhiều lần phải thuyết phục gia đình để có được sự cho phép theo con đường nghệ thuật. Cho đến năm 2019, anh đã được bạn bè giới thiệu tham gia casting cho công ty giải trí Hàn Quốc IF Entertainment có trụ sở tại Việt Nam thông qua màn trình diễn hát kết hợp với đàn; anh cũng chia sẻ thẳng thắn rằng bản thân không hề biết nhảy nhưng cuối cùng cũng đã vượt qua vòng casting. Từ đây, anh trải qua quá trình đào tạo về giọng hát, vũ đạo, biểu cảm cũng như diễn xuất trên gương mặt và cách ứng xử, dưới sự hướng dẫn trực tiếp của rapper người Hàn Microdot.
Năm 2021, sau hai năm đào tạo, Dương trở thành ca sĩ solo Việt Nam đầu tiên trực thuộc công ty IF Entertainment được ra mắt. Theo lý giải của anh, nghệ danh "Dương Domic" của mình được hiểu theo hai nghĩa, một là sự kết hợp của cụm từ "Do Music" và một là viết tắt của cụm từ "Domination", nghĩa là "sự thống trị". Anh cũng đã cho ra mắt video âm nhạc "Candy" kết hợp cùng với rapper Microdot. Quá trình sản xuất ca khúc đã bị trì hoãn nhiều lần trong suốt hai năm, cộng thêm việc ca khúc được thực hiện trong giai đoạn ảnh hưởng bởi đại dịch COVID-19; có thời điểm anh đã phải sống và làm việc ở công ty trong vòng bốn tháng liền.
Tuy nhiên, sau khi ca khúc "Candy" đầu tiên được ra mắt, các hoạt động âm nhạc của anh gần như bị tạm dừng, bản thân anh cũng rơi vào tình trạng căng thẳng và nghi ngờ về năng lực của chính mình do không còn yếu tố và đề tài để khai thác. Anh đã lựa chọn tham gia một vài chương trình truyền hình để được học hỏi và trau dồi năng lực của bản thân; một trong số đó là Sàn đấu vũ đạo, nơi anh được gặp gỡ với Minh Hằng và được góp ý về việc bản thân anh đã mất làm chủ trên sân khấu chỉ vì quên bài. Đến tháng 10 năm 2022, công ty chủ quản của anh đột ngột đóng cửa do gặp nhiều khó khăn, đúng vào thời điểm anh đang có dự định trở lại với khán giả. Chính vào lúc đó anh đã rời khỏi công ty Hàn Quốc và ngay lập tức cho ra mắt các tác phẩm do mình sáng tác hoặc đồng sáng tác. Ca khúc đầu tiên của anh mang tên "Những câu nói anh từng chờ" được phát hành trên YouTube vào ngày 14 tháng 11 dưới định dạng hình ảnh hóa âm nhạc, và 8 ngày sau đó là ca khúc thứ hai mang tên "Là em, chính em"; tuy nhiên, cả hai đều không nhận được hiệu ứng tốt. Trong giai đoạn này, Dương cũng gặp phải nhiều khó khăn khi phải tự mình thực hiện tất cả các khâu sản xuất và phải vay mượn khá nhiều đến mức sinh nợ; việc kiếm sống và ra mắt các ca khúc mới đều phải phụ thuộc vào tiền từ việc làm thêm. Dương Domic cũng đã tìm kiếm nhiều công ty lớn, nhạc sĩ, nhà sản xuất nhưng tất cả họ đều từ chối hợp tác.

### 2024–nay:Anh trai "say hi"và đầu quân cho DAO Entertainment
Đầu năm 2024, anh trở lại đường đua âm nhạc Việt một lần nữa cùng hai ca khúc "A đến Ă" và "Yêu em 2 ngày", với nội dung liên quan đến nhau để kết nối thành một câu chuyện tình yêu hoàn chỉnh. Đây cũng là những video âm nhạc đầu tiên mà anh có bạn diễn xuất chung là Nguyễn Minh Hà. Cả hai video sau khi ra mắt đã không tạo được tiếng vang đáng kể khi chỉ thu về khoảng 1 triệu lượt xem trên YouTube. Cùng năm đó, anh đã quyết định tham gia chương trình Anh trai "say hi" với mong muốn tạo được dấu ấn trong sự nghiệp âm nhạc của mình. Trong thời gian đầu tại chương trình, Dương tự nhận bản thân mình rụt rè và "không làm gì cả" mà chỉ đi tìm chính bản thân mình ở đâu.
Trong đêm diễn đầu tiên của Anh trai "say hi", Dương Domic đã cùng với Anh Tú, Erik, Phạm Anh Duy và JSOL trình diễn ca khúc ballad "Sóng vỗ vỡ bờ" kết hợp với vũ đạo. Trong phần trình diễn này, anh đã gây được ấn tượng ban đầu với công chúng với nhan sắc được ví như thần tượng K-pop và giọng hát cảm xúc của mình. Đến đêm diễn 2, anh đã được các đội trưởng như HIEUTHUHAI, Song Luân, Isaac và Negav chú ý đến và mong muốn anh trở thành thành viên trong đội, và anh đã quyết định về với đội của Negav. Anh đã trình diễn ca khúc "Hào quang" cùng với Rhyder và Pháp Kiều, ca khúc được ca ngợi là thành công trong việc hài hòa giữa âm thanh đến vũ đạo, nội dung câu chuyện, hiệu ứng ánh sáng trong khi bản demo ban đầu của ca khúc đã gây căng thẳng cho cả nhóm. Nhờ vào thành tích tốt, Dương chính thức trở thành đội trưởng trong nhóm có Song Luân, Lou Hoàng và Quang Hùng MasterD để kết hợp với Bảo Anh cho ca khúc "Cứ để anh ta rời đi" ở vòng thứ ba; ca khúc này sau đó đã đạt vị trí xu hướng thứ 2 trên YouTube Music, thứ 9 trên ITunes và thứ 8 trên NhacCuaTui.
Ở vòng thi thứ tư, anh quyết định chọn chủ đề về mẹ để sáng tác và trình diễn ca khúc "Bao lời con chưa nói" cùng với Song Luân, Anh Tú, Quang Trung, Anh Tú Atus – ca khúc này đã được đánh giá là tiết mục bùng nổ nhất của Dương từ đầu chương trình. Mặc dù chỉ xếp thứ nhì cùng toàn đội tại đêm thi này, anh vẫn tiến thẳng vào vòng chung kết của chương trình, nơi anh thể hiện ca khúc "Tràn bộ nhớ" cho phần trình diễn solo và ca khúc "Sao hạng A" cùng với HIEUTHUHAI và Song Luân, JSOL. Chung cuộc, Duong Domic được ghi tên trong Top 10 và giành giải thưởng "Anh trai thay đổi ấn tượng nhất".
So với trước thời điểm tham gia Anh trai "say hi", lượng người theo dõi anh trên Instagram chỉ vỏn vẹn 3.000 lượt, nhưng đến vòng chung kết số lượng theo dõi đã tăng lên hơn 400.000 lượt. Anh cũng đã lấy tên là Dopamine cho hội nhóm người hâm mộ của mình với hơn 128.000 thành viên. Ngoài ra, anh đã chính thức đầu quân cho công ty giải trí DAO Entertainment vào ngày 1 tháng 7 năm 2024. Việc hợp tác với công ty này xuất phát từ việc anh cho rằng "họ tôn trọng con đường mình đi" và "mang lại lợi ích, niềm tin và niềm vui cho cả đôi bên". Sau khi trực thuộc công ty mới, anh đã chính thức công bố đĩa đơn mở rộng đầu tay Dữ liệu quý vào ngày 22 tháng 11 với tổng cộng bốn ca khúc bao gồm "Chập chờn", "Tràn bộ nhớ", "Pin dự phòng" và "Mất kết nối". Sau một tháng ra mắt, ca khúc "Mất kết nối" trong E.P. đã đạt 23 triệu lượt xem, top 1 Trending Music YouTube Việt Nam, top 2 bảng xếp hạng Daily của Spotify Việt Nam và top 45 viral của Spotify Toàn cầu.
Vào ngày 26 tháng 11, NOMAD MGMT Vietnam – một công ty thành viên của DatVietVAC Group Holdings – công bố thành lập nhóm nhạc MOPIUS với bốn thành viên, trong đó có anh cùng Quang Hùng MasterD, JSOL và HURRYKNG. Tên nhóm nhạc được hiểu như việc viết lệch đi cụm từ "Möbius Band" với biểu tượng "hiện đại" và "không ngừng đổi mới. Nhóm nhạc cũng đã công bố ca khúc đầu tiên vào ngày 4 tháng 12 với tên gọi "Làn ưu tiên".

## Phong cách nghệ thuật

### Phong cách âm nhạc
Theo chia sẻ của Dương với Elle Man Vietnam, mọi thứ diễn ra xung quanh bản thân chính là nguồn cảm hứng cho các tác phẩm âm nhạc của mình. Điểm chung của các tác phẩm, đó chính là việc cảm xúc đó nó phải chạm đến trái tim.

### Thời trang và ảnh hưởng
Anh từng xuất hiện trên bìa tạp chí như Hoa Học Trò, Elle Man Vietnam.

## Tranh cãi

### Mối quan hệ với Linh Ka
Vào nửa cuối tháng 8 năm 2024, fanpage chính thức của Dương Domic đã đăng một dòng trạng thái có nội dung: "Yêu Ka Hát nên mọi người đặt biệt danh là KH", khiến nhiều người hâm mộ cho rằng bản thân anh đang xác nhận hẹn hò với Linh Ka. Tuy nhiên, anh đã xóa dòng trạng thái ngay sau đó và lên bài xin lỗi, khẳng định đó chỉ là do ê-kíp đăng tải. Theo lời giải thích, "K H" được hiểu là "Bống khờ", một biệt danh mà người hâm mộ thường gọi anh; ê-kíp của anh cũng lên tiếng khẳng định về mối quan hệ giữa anh với Pháp Kiều chỉ là "những anh em đồng nghiệp thân thiết" do từ "K" cũng liên quan đến tên gọi của Pháp Kiều. Chỉ trong vòng một ngày sau đó, nhóm người hâm mộ của anh đã bị sụt giảm hơn 3.000 thành viên. Đến ngày 29 tháng 8, anh tiếp tục có bài đăng xin lỗi trên trang cá nhân của mình với hy vọng được mọi người tôn trọng đời tư cá nhân. Tranh cãi này diễn ra trong bối cảnh anh đang bước vào vòng bình chọn chung kết trong chương trình Anh trai "say hi".

## Tác phẩm
| Tựa đề                       | Chi tiết đĩa đơn                                                   | TK     |
| ---------------------------- | ------------------------------------------------------------------ | ------ |
| "Candy"                      | - Phát hành: 17 tháng 12 năm 2021 - Định dạng: Tải nhạc, streaming | [ 8 ]  |
| "Những câu nói anh từng chờ" | - Phát hành: 14 tháng 11 năm 2022 - Định dạng: Tải nhạc, streaming | [ 5 ]  |
| "Là em, chính em"            | - Phát hành: 22 tháng 11 năm 2022 - Định dạng: Tải nhạc, streaming | [ 5 ]  |
| "A đến Ă"                    | - Phát hành: 14 tháng 2 năm 2024 - Định dạng: Tải nhạc, streaming  | [ 14 ] |
| "Yêu em 2 ngày"              | - Phát hành: 8 tháng 3 năm 2024 - Định dạng: Tải nhạc, streaming   | [ 14 ] |

| Tựa đề                    | Chi tiết đĩa đơn |
| ------------------------- | --- |
| "Bảnh"                    | - Phát hành: 15 tháng 6 năm 2024 - Cùng với: Liên quân 2 Anh trai "say hi" - Định dạng: Tải nhạc, streaming                    |
| "Sóng vỗ vỡ bờ"           | - Phát hành: 22 tháng 6 năm 2024 - Cùng với: Anh Tú, Erik, JSOL, Phạm Anh Duy - Định dạng: Tải nhạc, streaming                 |
| "Hào quang"               | - Phát hành: 13 tháng 7 năm 2024 - Cùng với: Rhyder, Pháp Kiều - Định dạng: Tải nhạc, streaming                                |
| "Cứ để anh ta rời đi"     | - Phát hành: 3 tháng 8 năm 2024 - Cùng với: Bảo Anh, Lou Hoàng, Song Luân, Quang Hùng MasterD - Định dạng: Tải nhạc, streaming |
| "Bao lời con chưa nói"    | - Phát hành: 18 tháng 8 năm 2024 - Cùng với: Anh Tú Atus, Anh Tú, Song Luân, Quang Trung - Định dạng: Tải nhạc, streaming      |
| "Đều là của em"           | - Phát hành: 24 tháng 8 năm 2024 - Cùng với: Anh Tú Atus, Anh Tú, Song Luân, Quang Trung - Định dạng: Tải nhạc, streaming      |
| "Sao hạng A"              | - Phát hành: 14 tháng 9 năm 2024 - Cùng với: HIEUTHUHAI, Song Luân, JSOL - Định dạng: Tải nhạc, streaming                      |
| "Khát vọng là người Việt" | - Phát hành: 28 tháng 12 năm 2024 - Cùng với: các thành viên trong Anh trai "say hi" - Định dạng: Tải nhạc, streaming          |

### Đĩa mở rộng
| Tên đĩa mở rộng | Tựa bài hát    | Chi tiết đĩa đơn | TK     |
| --------------- | -------------- | --- | ------ |
| Dữ liệu quý     | "Chập chờn"    | - Phát hành: 22 tháng 11 năm 2024 - Sáng tác: Dương Domic - Nhà sản xuất: Sir Hoang - Định dạng: Tải nhạc, streaming   | [ 28 ] |
| Dữ liệu quý     | "Tràn bộ nhớ"  | - Phát hành: 7 tháng 9 năm 2024 - Sáng tác: Dương Domic - Nhà sản xuất: Sir Hoang - Định dạng: Tải nhạc, streaming     | [ a ]  |
| Dữ liệu quý     | "Pin dự phòng" | - Phát hành: 22 tháng 11 năm 2024 - Sáng tác: Dương Domic - Trình diễn với: Lou Hoàng - Định dạng: Tải nhạc, streaming | [ 30 ] |
| Dữ liệu quý     | "Mất kết nối"  | - Phát hành: 22 tháng 11 năm 2024 - Sáng tác: Dương Domic - Nhà sản xuất: Sir Hoang - Định dạng: Tải nhạc, streaming   | [ 31 ] |

## Thành tựu

### Thành tích
| Năm  | Bảng xếp hạng                             | Ca khúc                          | Vị trí | TK     |
| ---- | ----------------------------------------- | -------------------------------- | ------ | ------ |
| 2024 | Bảng xếp hạng Làn Sóng Xanh tháng 12/2024 | "Mất kết nối" (E.P. Dữ liệu quý) | 1      | [ 22 ] |
| 2025 | The Official Vietnam Chart (IFPI)         | "Mất kết nối" (E.P. Dữ liệu quý) | 1      | [ 32 ] |
| 2025 | The Official Vietnam Chart (IFPI)         | "Tràn bộ nhớ"                    | 3      | [ 32 ] |

### Giải thưởng
| Năm  | Giải thưởng            | Hạng mục                           | Đối tượng/Tác phẩm                       | Kết quả   | TK            |
| ---- | ---------------------- | ---------------------------------- | ---------------------------------------- | --------- | ------------- |
| 2024 | Làn Sóng Xanh          | Top 10 ca khúc được yêu thích nhất | "Hào quang"                              | Đoạt giải | [ 33 ]        |
| 2024 | Làn Sóng Xanh          | Top 10 ca khúc được yêu thích nhất | "Tràn bộ nhớ"                            | Đoạt giải | [ 33 ]        |
| 2024 | Làn Sóng Xanh          | Sự kết hợp xuất sắc                | "Hào quang" (cùng với Rhyder, Pháp Kiều) | Đề cử     | [ 34 ]        |
| 2024 | Làn Sóng Xanh          | Gương mặt mới xuất sắc             | Bản thân                                 | Đoạt giải | [ 33 ] [ 35 ] |
| 2024 | WeChoice Awards        | Rising Artist                      | Bản thân                                 | Đoạt giải | [ 36 ]        |
| 2024 | Ngôi sao của năm       | Mỹ nam của năm                     | Bản thân                                 | Đề cử     | [ 37 ] [ 38 ] |
| 2025 | Giải Âm nhạc Cống hiến | Nghệ sĩ mới của năm                | Bản thân                                 | Đoạt giải | [ 39 ]        |

### Vinh danh
- Anh trai "say hi" 2024: Anh trai thay đổi ấn tượng nhất[19]